# Titularbistum Mazaca
Mazaca ist ein Titularbistum der römisch-katholischen Kirche. 
Es geht zurück auf einen früheren Bischofssitz in der gleichnamigen antiken Stadt, die sich in der römischen Provinz Numidien befand.
| Titularbischöfe von Mazaca |                           |                                                                                                   |                    |                   |
| Nr.                        | Name                      | Amt                                                                                               | von                | bis               |
| 1                          | Renato Spallanzani        | Weihbischof in Viterbo e Tuscania Weihbischof in Sovana-Pitigliano Weihbischof in Siena (Italien) | 8. September 1964  | 7. Oktober 1975   |
| 2                          | Giuseppe Costanzo         | Weihbischof in Acireale (Italien) Kurienbischof                                                   | 21. Februar 1976   | 6. August 1982    |
| 3                          | Domenico Padovano         | Weihbischof in Bari-Bitonto (Italien)                                                             | 30. September 1982 | 13. Februar 1987  |
| 4                          | Marco Ferrari             | Weihbischof in Mailand (Italien)                                                                  | 8. September 1987  | 23. November 2020 |
| 5                          | Artur Ważny               | Weihbischof in Tarnów (Polen)                                                                     | 12. Dezember 2020  | 23. April 2024    |
| 6                          | Edwin Raúl Vanegas Cuervo | Weihbischof in Bogotá (Kolumbien)                                                                 | 29. Juni 2024      |                   |